# Stenen med de tolv hörnen

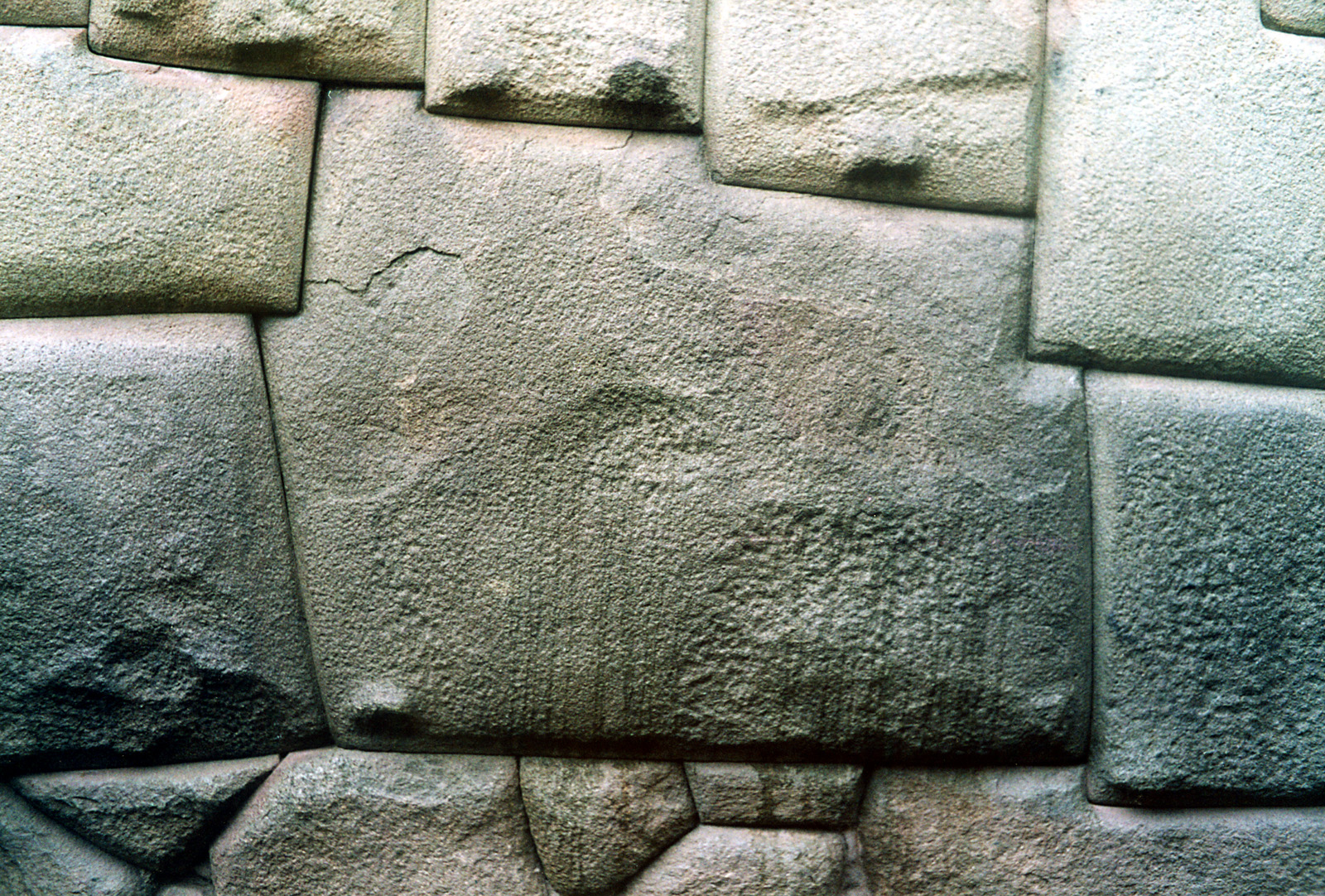
Stenen med de 12 hörnen. Bilden är tagen 2002. Stenen har senare delvis skadats genom vandalisering sommaren 2004 och även tidigare, genom färgbesprutning och slag med verktyg.

Stenen med de 12 hörnen är en sten i en mur i Cusco, Peru, och ett känt exempel på perfektion inom Inkaarkitektur. Stenen återfinns på Calle Hatun Rumiyoc, andra kvarteret från stora torget Plaza de Armas, på höger sida.
Utskjutande proteburanser lika den på stenen och även på ovanliggande stenar kan hittas på flera stenarbeten i området (se till exempel Rumicolca och Ollantaytambo). De har med största sannolikhet ingen konstruktiv funktion utan är en form av bildskrift (ideogram), eventuellt som en hyllning till gudarna.